# フレー (小惑星)
フレー (6666 Frö) は、小惑星帯に位置する小惑星である。ウプサラ-ヨーロッパ南天天文台小惑星・彗星調査によって発見された。
北欧神話の豊穣神フレイ (Frey) に因んで命名された。